# Podogaster minor
Podogaster minor là một loài tò vò trong họ Ichneumonidae.